# DJ Swordz
DJ Swordz is een Belgische deejay en turntabellist met Filipijnse roots. Hij specialiseerde zich in scratchen en turntablisme, een techniek waarmee je de draaitafel gebruikt als muziekinstrument. In 2021 werd hij wereldkampioen op DMC World DJ Championships, in de categorie portablist (=scratchen), de belangrijkste competitie in het genre. De editie van 2021 ging online door wegens de coronapandemie en was live te streamen op onder andere YouTube. DJ Swordz was rond de eeuwwisseling lid van de IFC Crew, met DJ Crossfingaz, Mastafingaz en DJ Jack.

## Historiek
Swordz raakte geïnspireerd sinds hij een filmpje van de DMC 98 US finale zag waarin DJ Craze de competitie won. Hij kocht zelf een mengpaneel en begon te oefenen. Verder is hij geïnspireerd door de mix The Camel Bobsled Race van DJ Shadow en DJ QBert (1997).
Hij beluisterde de mix vaak en probeerde de scratches zelf uit. In 1999 kocht Swordz een Technics DMC mengpaneel, waarmee hij in sneltempo verbeterde. Rond de eeuwwisseling ontstond de deejay groep IFC Crew (kort voor Iron Finga Cutz), met DJ Crossfingaz, Mastafingaz en DJ Jack. De crew organiseerde destijds feestjes onder de naam Hit The Decks, in de Belgische stad Diest.
Swordz verhuisde naar Praag en mocht in 2008 het Tsjechische festival Hip Hop Kemp openen. Dezelfde editie stond hij nogmaals op het podium.
Niet veel later was het voor DJ Swordz tijd voor een pauze. Het duurde tot rond 2013, bij het kopen van een eigen woning, vooraleer hij terug begon te scratchen en te mixen. Sindsdien is hij er weer op wekelijkse basis mee bezig en neemt hij deel aan allerlei competities.

## Prijzen
- DMC SCRATCH WORLD CHAMPION 2021: eerste plaats
- DMC PORTABLIST WORLD CHAMPION 2021: eerste plaats
- IDA WORLD 2020: derde plaats
- Ortofon 2020 World Battle: vierde plaats
- IDA 2020 World Scratch Finals: vierde plaats
- ORTOFON SKRATCH NERDS WORLD 2018: tweede plaats
- IDA BELGIUM 2018/2020: eerste plaats
- BEAT4BATTLE BELGIUM 2018: eerste plaats
- Cut and paste (online event): eerste plaats[6][7]